# Dangond dangondi
Dangond dangondi är en fjärilsart som beskrevs av Adams och Bernard 1979. Dangond dangondi ingår i släktet Dangond och familjen praktfjärilar. Inga underarter finns listade i Catalogue of Life.